# Teimei
Carica Teimei (japanski 貞明皇后) (1884. – 1951.), znana i kao carica udovica, bila je supruga japanskog cara Jošihitoa. Bila je rođena kao Sadako Kujō (九条節子), kći princa Mičitake Kujōa. Imala je četiri sina:
- Hirohito (naslijedio je oca na prijestolju)
- Jasuhito
- Nobuhito
- Takahito

Teimei i njezin muž bili su u dobrim odnosima. Došla je u sukob sa sinom Hirohitom zbog ulaska Japana u Drugi svjetski rat. Surađivala je s Nobuhitoom kako bi zbacili s vlasti premijera Hidekija Tōjōa.
Umrla je u palači Ōmiya. Pokopana je uz svoga muža u Tokiju. Bila je baka sadašnjeg cara Akihitoa.